# Арнор Сигурдссон
Арнор Сигурдссон (исл. Arnór Sigurðsson; род. 15 мая 1999, Акранес, Вестюрланд) — исландский футболист, атакующий полузащитник футбольного клуба Мальмё и сборной Исландии.

## Клубная карьера

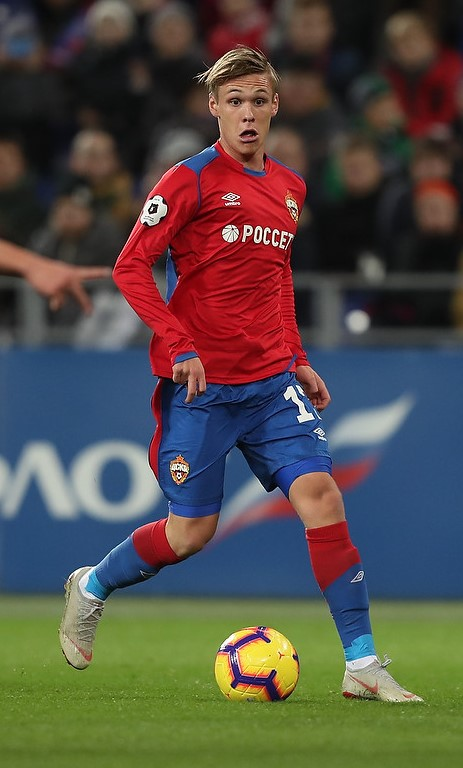
Сигурдссон в составе ЦСКА

Воспитанник клуба «Акранес». 3 октября 2015 года в матче против «Вестманнаэйяра» дебютировал в чемпионате Исландии. В начале 2017 года Сигурдссон перешёл в шведский «Норрчёпинг». Для получения игровой практики в начале Арнор выступал за фарм-клуб «Сильвию». 15 сентября в матче против «Кальмара» дебютировал за основной состав в Аллсвенскан лиге. 5 мая 2018 года в поединке против «Эстерсунда» Сигурдссон сделал дубль, забив свои первые голы за «Норрчёпинг».
31 августа 2018 года Сигурдссон подписал пятилетний контракт с московским ЦСКА. Сумма трансфера составила 4 млн евро. 19 сентября в поединке группового турнира Лиги чемпионов против пльзеньской «Виктории» Арнор дебютировал за основной состав. Спустя три дня в матче против московского «Спартака» он дебютировал в РПЛ, заменив во втором тайме Алана Дзагоева. 7 ноября 2018 года в поединке группового этапа Лиги чемпионов против итальянской «Ромы» Сигурдссон забил свой первый гол за ЦСКА. 11 ноября в матче против «Зенита» забил первый гол в премьер-лиге. 12 декабря в поединке Лиги чемпионов против «Реала» Сигурдссон отметился забитым мячом. 6 апреля 2019 года он сделал дубль в ворота московского «Спартака» и помог своей команде одержать победу в дерби.
30 июля 2021 года перешёл на правах аренды в итальянскую «Венецию», перед этим продлив контракт с ЦСКА до 2024 года. За «Венецию» сыграл 9 матчей в Серии А сезона 2021/22 и два матча в Кубке Италии.
3 июля 2022 года приостановил свой контракт с ЦСКА на сезон 2022/23, воспользовавшись правилом УЕФА, введённым после вторжения России на Украину в феврале 2022 года. 14 июля 2022 года перешёл в «Норрчёпинг». В сезонах 2022 и 2023 годов сыграл за шведский клуб 21 матч в чемпионате и забил 11 мячей. В Кубке Швеции забил 4 мяча в 5 играх.
21 июня 2023 года перешёл в «Блэкберн Роверс», выступающий в Чемпионшипе. 23 сентября дебютировал в новом клубе в 8-м туре Чемпионшипа в игре против «Ипсвича» (3:4), выйдя на поле во втором тайме и отметившись голом. 7 октября сделал дубль в ворота «Куинз Парк Рейнджерс» (4:0).

## Карьера в сборной
15 ноября 2018 года в матче Лиги наций против сборной Бельгии Сигурдссон дебютировал за сборную Исландии.

## Статистика выступлений
| Клуб             | Сезон            | Лига | Лига | Национальные кубки | Национальные кубки | Еврокубки | Еврокубки | Итого | Итого |
| Клуб             | Сезон            | Игры | Голы | Игры               | Голы               | Игры      | Голы      | Игры  | Голы  |
| ---------------- | ---------------- | ---- | ---- | ------------------ | ------------------ | --------- | --------- | ----- | ----- |
| Акранес          | 2015             | 1    | 0    | 0                  | 0                  | 0         | 0         | 1     | 0     |
| Акранес          | 2016             | 6    | 0    | 3                  | 0                  | 0         | 0         | 9     | 0     |
| Акранес          | 2017             | 0    | 0    | 3                  | 0                  | 0         | 0         | 3     | 0     |
| Акранес          | Итого            | 7    | 0    | 6                  | 0                  | 0         | 0         | 13    | 0     |
| Норрчёпинг       | 2017             | 8    | 0    | 1                  | 0                  | 0         | 0         | 9     | 0     |
| Норрчёпинг       | 2018             | 17   | 3    | 0                  | 0                  | 0         | 0         | 17    | 3     |
| Норрчёпинг       | Итого            | 25   | 3    | 1                  | 0                  | 0         | 0         | 26    | 3     |
| ЦСКА             | 2018/19          | 21   | 5    | 0                  | 0                  | 6         | 2         | 27    | 7     |
| ЦСКА             | 2019/20          | 22   | 4    | 2                  | 0                  | 5         | 0         | 29    | 4     |
| ЦСКА             | 2020/21          | 23   | 2    | 3                  | 0                  | 5         | 0         | 31    | 2     |
| ЦСКА             | Итого            | 66   | 11   | 5                  | 0                  | 16        | 2         | 87    | 13    |
| Венеция (аренда) | 2021/22          | 9    | 0    | 2                  | 0                  | 0         | 0         | 11    | 0     |
| Венеция (аренда) | Итого            | 9    | 0    | 2                  | 0                  | 0         | 0         | 11    | 0     |
| Норрчёпинг       | 2022             | 11   | 6    | 0                  | 0                  | 0         | 0         | 11    | 6     |
| Норрчёпинг       | 2023             | 7    | 4    |                    |                    |           |           |       |       |
| Норрчёпинг       | Итого            | 18   | 10   |                    |                    |           |           |       |       |
| Всего за карьеру | Всего за карьеру | 105  | 14   | 14                 | 0                  | 16        | 2         | 127   | 16    |